# Lop Buri
Lop Buri (thailändisch ลพบุรี, auch als Lopburi wiedergegeben; alter Name: Lavo) ist die Hauptstadt des Landkreises (Amphoe) Mueang Lop Buri und der Provinz Lop Buri in der Zentralregion von Thailand.

## Etymologie
Der Name Lop Buri (aus Sanskrit Lava-puri) bedeutet „Stadt des Lava“. Lava ist in der indischen Mythologie des Ramayana-Epos einer der Zwillingssöhne von Rama und Sita.

## Geographie
Lop Buri liegt am gleichnamigen Fluss und umfasst ein sehr großes Stadtgebiet inmitten der fruchtbaren Ebene des Maenam Lop Buri. Nördlich der Stadt ragt der Khao Wong Phra Chan mit drei spitzen Zacken eindrucksvoll hervor. 
Die Entfernung zur Hauptstadt Bangkok beträgt etwa 150 Kilometer.

## Wirtschaft und Verkehr
Die Stadt lebt von einer ertragreichen Landwirtschaft: Reis, Baumwolle und Mais sind die Hauptprodukte.
Lop Buri hat einen Bahnhof der Thailändischen Staatsbahn an der Nordbahn, die Bangkok mit Chiang Mai verbindet.
Die Fernstraße Thanon Phahonyothin durchquert die Stadt.

## Geschichte
Lop Buri (historisch Lavo) ist eine der ältesten Städte Thailands. Der „Chronik des Nordens“ zufolge wurde es 468 von indischen Kolonisten unter Kaḷavarṇadiś aus Taxila (heute in Pakistan) unter dem Namen Lavo gegründet. Die ältesten Zeugnisse aus Lop Buri selbst stammen aus dem 7. Jahrhundert und bezeugen eine Stadt der Mon im Rahmen der Dvaravati-Kultur. Es war eines der wichtigsten Zentren in diesem Netzwerk überwiegend buddhistischer Stadtstaaten im heutigen Zentralthailand und das wichtigste östlich des Mae Nam Chao Phraya gelegene. Seine Kultur war stark von der indischen geprägt, es wird daher zu den „indisierten Staaten“ Südostasiens gezählt. In der Ausgrabungsstätte U Thong gefundene Silbermünzen aus dem 7. oder 8. Jahrhundert tragen in einer Pallava-ähnlichen indischen Schrift auf der einen Seite die Aufschrift Lava, auf der anderen Seite Pura, die Stadt dürfte zu dieser Zeit also Lava-pura geheißen haben. Chamadevi, die legendenumwobene (aber wohl historische) Gründerin des rund 500 Kilometer weiter nördlich gelegenen Mon-Stadtstaats Haripunjaya (heute Lamphun in Nordthailand) war der Überlieferung nach eine Prinzessin von Lop Buri. 

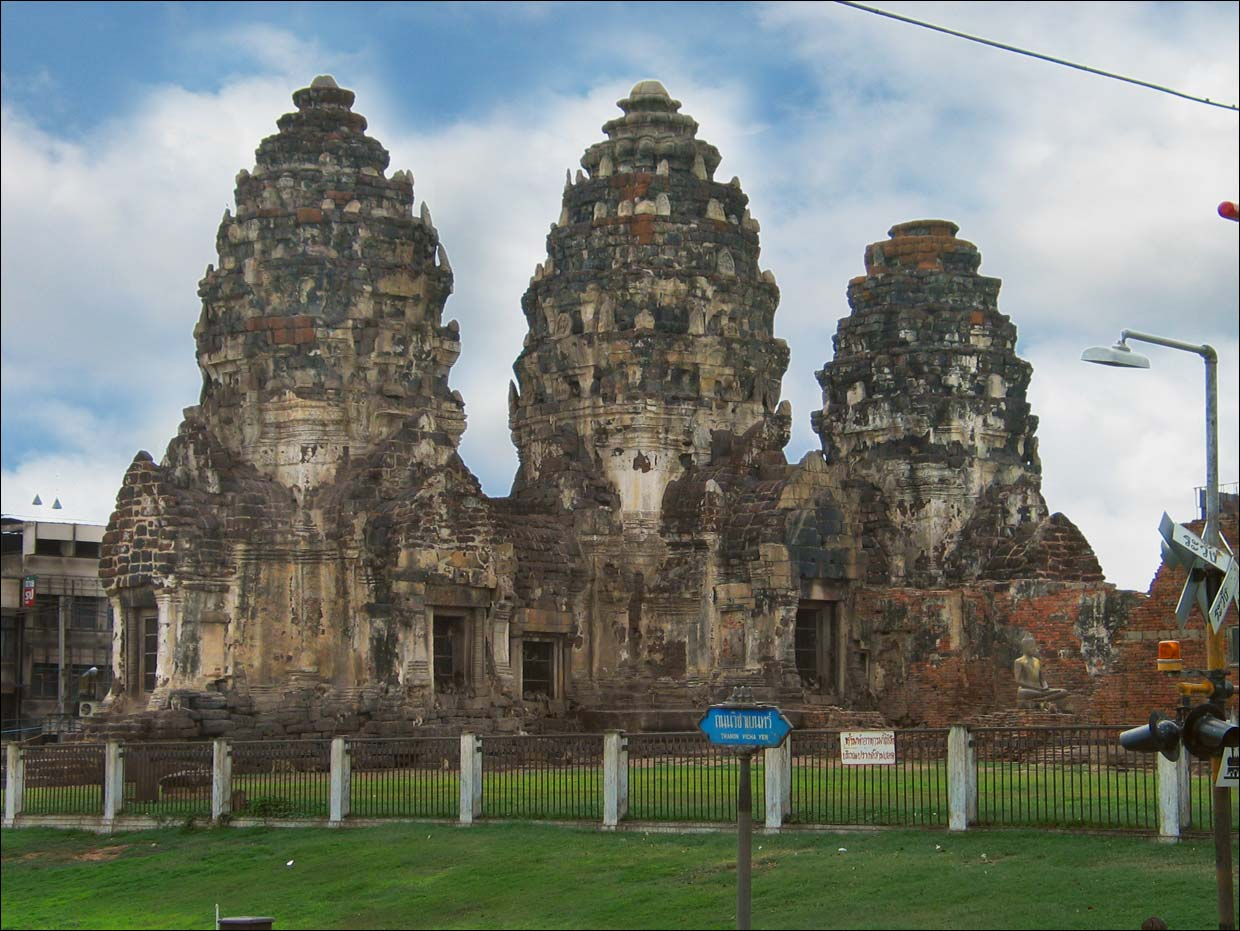
Prang Sam Yot

Ab dem 10. Jahrhundert geriet Lop Buri unter den Einfluss des Khmer-Reichs von Angkor und wurde eines der bedeutendsten Provinzzentren im Westteil von dessen Herrschaftsgebiet. Sein „Gouverneur“ hatte den Rang eines Vizekönigs. Es gab aber auch Unabhängigkeitsbestrebungen, jedenfalls entsandte Lop Buri (chinesisch Lo-hu) 1115 und 1155 eigene Gesandtschaften nach China unter der Song-Dynastie. Die wichtigsten Denkmäler aus der Khmer-Zeit sind der Wat Phra Sri Rattana Mahathat und Prang Sam Yot, das Wahrzeichen von Lop Buri. Beide stammen aus der Zeit um 1200, der Regierungszeit Jayavarmans VII. von Angkor. Die Stilrichtung der Khmer-Bauten und -Kunstwerke auf dem heutigen Gebiet (Zentral-)Thailands wird auch Lop-Buri-Stil genannt.
Mit dem Rückgang des Einflusses der Khmer gewann Lop Buri Mitte des 13. Jahrhunderts die Unabhängigkeit. Welche Rolle dabei bereits die Thai spielten, ist nicht klar. Jedenfalls zählte Lop Buri Ende des 13. Jahrhunderts zum Einflussbereich des Thai-Königs Ramkhamhaeng von Sukhothai. Nach dessen Tod verlor Sukhothai aber wieder die Kontrolle über Zentralthailand und Lop Buri wurde wieder ein unabhängiger Stadtstaat. U Thong (als König Ramathibodi I.), der Gründer des Königreichs Ayutthaya, das das Gebiet des heutigen Thailand vom 14. bis 18. Jahrhundert dominierte, stammte möglicherweise aus der Fürstenfamilie von Lop Buri. Nach der Gründung Ayutthayas fungierte Lop Buri als eine Art „zweite Hauptstadt“: hier residierte zumeist der designierte Thronfolger im Rang eines Vizekönigs. Die aus Lop Buri stammende Lavo-Ayutthaya-Dynastie (oder U-Thong-Dynastie) rivalisierte während der frühen Ayutthaya-Zeit mit der Fürstenfamilie des 80 km südwestlich gelegenen Suphan Buri (Suphannaphum-Dynastie) um die Macht und wechselte sich mit dieser mehrmals auf dem Königsthron ab. Mit dem Wachstum von Ayutthayas Machtbereich schwand allerdings die Bedeutung Lop Buris. Nachdem das Königreich Sukhothai 1438 in Personalunion an Ayutthaya gefallen war, wurde das hunderte Kilometer weiter nördlich gelegene Phitsanulok „zweite Hauptstadt“.

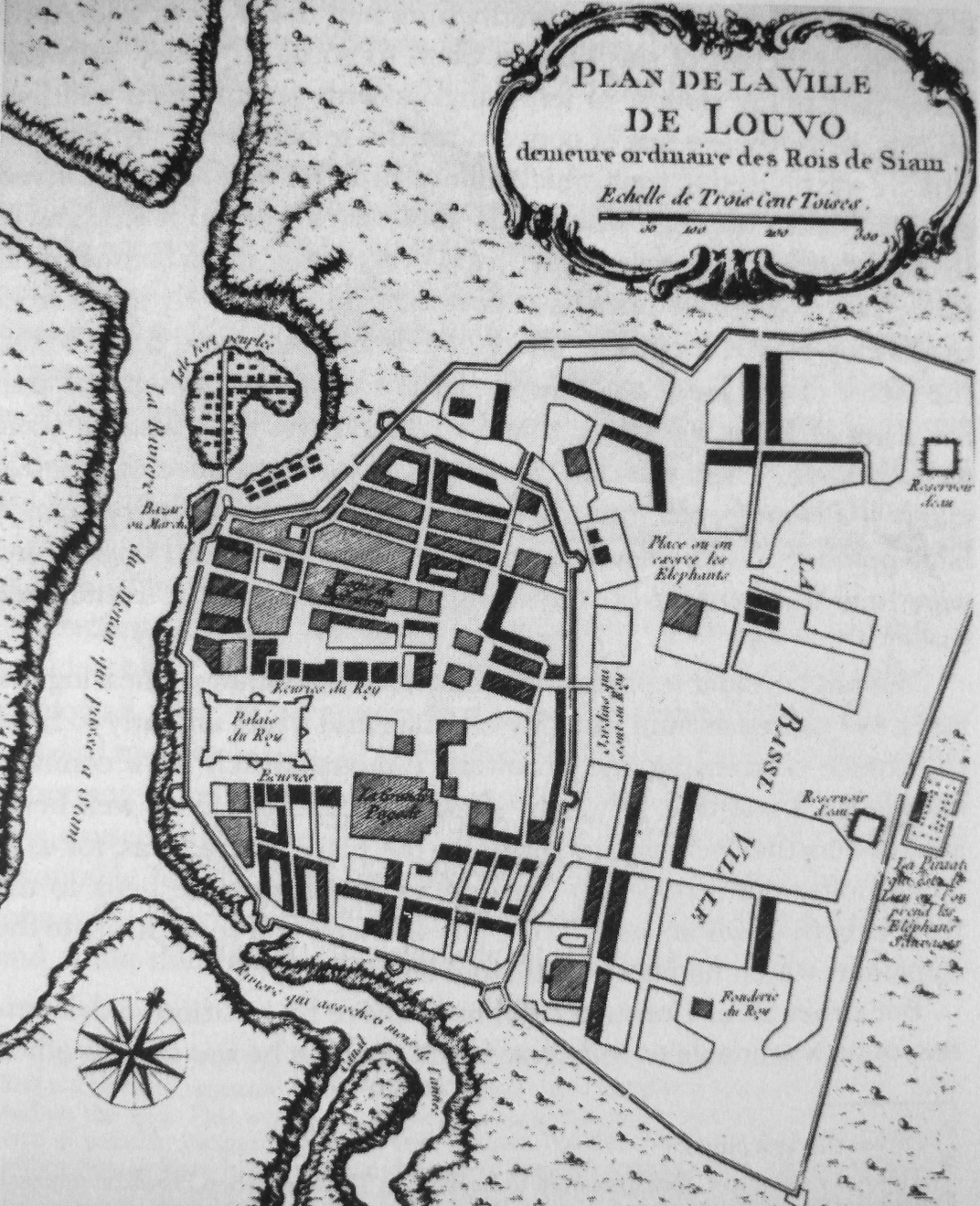
Karte der Stadt Lop Buri aus dem 17. Jahrhundert

Die Stadt gewann danach erst wieder an Bedeutung, als König Narai wegen der ständigen Bedrohung durch die Birmanen Lop Buri 1664 zu einer strategischen Festung ausbauen ließ und zu seiner zweiten Hauptstadt machte. Zunächst war es nur ein Ausgangspunkt für die Jagd auf wilde Elefanten und Tiger, schließlich residierte Narai aber den größten Teil des Jahres hier und nicht in der eigentlichen Hauptstadt Ayutthaya, ganz ähnlich wie sein Zeitgenosse Ludwig XIV. von Frankreich, der Versailles von einem Jagdschloss zur hauptsächlichen Residenz aufwertete. So schrieb damals auch der französische Reisende Nicolas Gervaise, dass Lop Buri (französisch Louveau) „für das Königreich Siam das ist, was Versailles für Frankreich ist.“ Narai genoss wohl nicht nur die Zerstreuungsmöglichkeiten, sondern auch das etwas informellere Hofprotokoll und die Entfernung von den Intrigen am Hof von Ayutthaya. Französische Jesuiten, die am Hof des für westliche Einflüsse sehr offenen Narai großen Einfluss hatten, entwarfen für ihn den Palast Narai Ratchaniwet, das erste weltliche Steingebäude Siams. Auch die erste offizielle Gesandtschaft des französischen Königs an den Hof von Siam residierte in Lopburi in einer eigens errichteten Steinvilla im Stil der europäischen Renaissance. Später zog Constantine Phaulkon, ein griechischer Abenteurer, der zum Kanzler und „Außenminister“ Narais aufgestiegen war, dort ein.
Der königliche Elefantenminister Phetracha, der 1688 in einer „Revolution“ Narai stürzte und sich selbst zum König machte, hatte kein Interesse an Lop Buri, und es verlor wieder an Bedeutung. Von der einst prunkvollen Residenzstadt sind aber noch viele Überreste geblieben. Im Gegensatz zu Ayutthaya wurde Lop Buri bei der Eroberung des Reiches durch die Truppen des Königs von Ava 1767 nicht dem Erdboden gleichgemacht. König Rama IV. (Mongkut, r. 1851–68), der sich als erster König ernsthaft mit der Geschichte des eigenen Landes beschäftigte, ließ den Palast Narai Ratchaniwet teilweise rekonstruieren und hielt sich gelegentlich dort auf. Während des imperialistischen Zeitalters wurde überlegt, die Hauptstadt Siams von Bangkok wieder nach Lop Buri zu verlegen, weil es weiter im Landesinneren liegt und daher nicht so anfällig für Angriffe von außen war. Der nationalistische Ministerpräsident Plaek Phibunsongkhram ließ in Lop Buri in den 1930er- und 40er-Jahren eine der wichtigsten Basen des thailändischen Heeres errichten. Außerdem befindet sich 9 Kilometer nördlich des Stadtzentrum der Luftwaffenstützpunkt Khok Kathiam der Royal Thai Air Force. Bis heute ist es eine bedeutende Garnisonsstadt.
In Lop Buri gab es eine Straßenbahn, die am 31. Januar 1955 mit sechs Straßenbahnwagen aus Bangkok eröffnet wurde. Die 5,75 km lange Bahn wurde bereits 1962 wieder geschlossen.

## Sehenswürdigkeiten

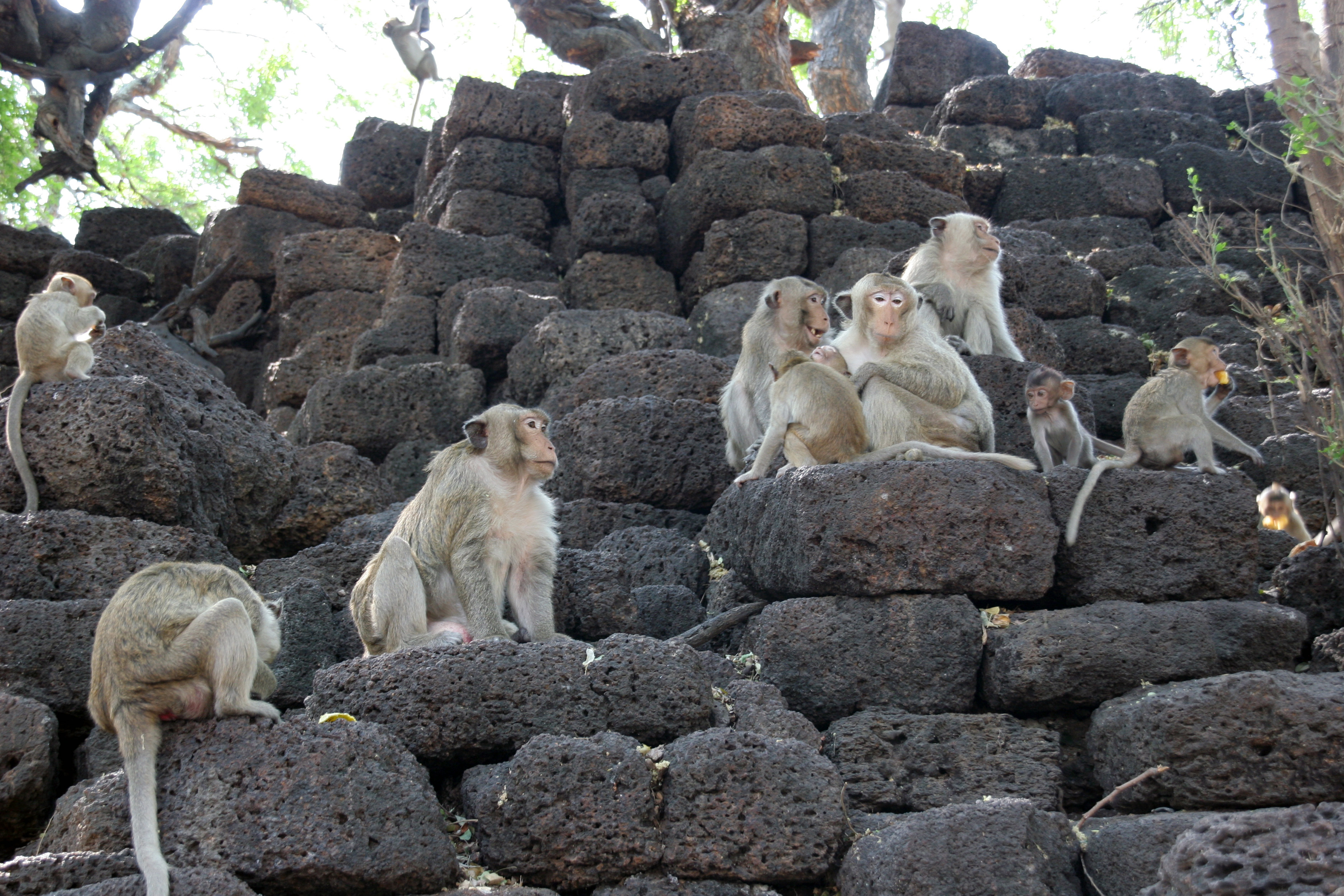
Javaneraffen hinter dem San-Phra-Kan-Schrein

- Phra Narai Ratcha Niwet (พระนารายณ์ราชนิเวสน์) – Palast von König Narai in Lop Buri, erbaut zwischen 1665 und 1677. Der Entwurf stammt von französischen Jesuiten, die seit 1662 in der Hauptstadt Ayutthaya sesshaft waren. Der Chantarapisarn-Pavillon wurde 1924 von Prinz Damrong Rajanubhab und Prinz Narisara Nuwattiwong als „Lopburi Museum“ eröffnet, welches heute eine große Sammlung von historischen und antiken Kunstgegenständen in mehreren Gebäuden beherbergt.
- Statue von König Narai – zu Ehren des Förderers der Stadtentwicklung im 17. Jahrhundert.
- Wat Phra Sri Rattana Mahathat (วัดพระศรีรัตนมหาธาตุ) – große buddhistische Tempelanlage (Wat) mit einem hohen Prang; der ursprüngliche Bau bestand bereits vor dem Einzug der Khmer. (Siehe auch: Wat Mahathat).
- Phra Prang Sam Yot („Drei Heilige Prangs“ – พระปรางค์สามยอด) – drei Laterit-Prangs aus der Khmer-Zeit (11. Jahrhundert), unter Narai wurde ein Viharn angebaut, der eine Buddhastatue aus der Ayutthayazeit beherbergt.
- Die Stadt wird geplagt von Javaneraffen, die sich vor allem beim Prang Sam Yot herumtreiben. Sie werden nur geduldet, da sie zahlreiche Touristen anlocken. Das Füttern der Affen ist in der Stadt nicht gestattet.
- San Phra Kan (ศาลเจ้าพ่อพระกาฬ) – ein brahmanischer Schrein, gegenüber dem Prang Sam Yot, errichtet 1951, enthält eine hochverehrte vierarmige Statue mit einem Buddha-Kopf. Hinter dem Schrein sind Überreste eines Khmer-Prang zu sehen, der heute als „Affen-Schutzgebiet“ genutzt wird, in dem die Affen gefüttert werden dürfen.
- Wat Thong Thong – aus der Ayutthaya-Zeit, jedoch im westlichen Stil gehalten
- Ban Wichayen – Ruinen der Residenz von Constantine Phaulkon, dem griechischstämmigen Minister unter König Narai.
- Prang Khaek – kleiner Hinduschrein im Khmer-Stil.
- Phra Ramesuan Stadium, Stadion

## Persönlichkeiten
- Prachya Hong-in (* 1983), Fußballspieler
- Sompote Suwannarangsri (* 1985), Sprinter
- Adisak Klinkosoom (* 1992), Fußballspieler
- Thanapong Boonthab (* 1995), Fußballspieler
- Makawan Kerdanan (* 1997), Fußballspieler
- Chayapipat Supunpasuch (* 2001), Fußballspieler